# 肯特菲爾德 (加利福尼亞州)
肯特菲爾德（英語：Kentfield）是位於美國加利福尼亞州馬林縣的一個人口普查指定地區。

## 地理
肯特菲爾德的座標為37°57′08″N 122°33′26″W / 37.95222°N 122.55722°W，而該地最高點為海拔高度35米（即115英尺）。

## 人口
根據2010年美國人口普查的數據，肯特菲爾德的面積為7.876平方千米，當中陸地面積為7.835平方千米，而水域面積為0.041平方千米。當地共有人口6485人，而人口密度為每平方千米823人。